# 四眼魚
四眼魚属辐鳍鱼纲鲤齿目四眼魚科的一种。

## 特征
体长约15厘米，眼中部有一隔膜，将眼睛分成上下两半，上半部突出头上，适合于观察空中之物，下半部适合于观察水中之物。

## 分布
分布於南美洲委內瑞拉至巴西，棲息在溪流、潟湖與紅樹林海岸線的淡水、半淡鹹水等區域。

## 习性
成群的移動，屬雜食性，以昆蟲、無脊椎動物與泥上的矽藻、小魚等為食。雄鱼的臀鳍变成管状受精器，体内受精，卵
胎生。

## 擴展閱讀
維基物種上的相關：四眼魚